# Dompierre (Orne)
Dompierre ist eine französische Gemeinde mit 384 Einwohnern (Stand 1. Januar 2022) im Département Orne in der Region Normandie (vor 2016 Basse-Normandie). Sie gehört zum Arrondissement Argentan und zum Kanton La Ferté-Macé (bis 2015 Messei). Die Einwohner werden Dompierrois genannt.

## Geografie
Dompierre liegt etwa vierzig Kilometer westsüdwestlich von Argentan. Umgeben wird Dompierre von den Nachbargemeinden Banvou im Norden, La Ferrière-aux-Étangs im Osten und Nordosten, Champsecret im Süden, Osten und Westen sowie Saint-Bômer-les-Forges im Westen und Nordwesten.

## Bevölkerungsentwicklung
| 1962                      | 1968 | 1975 | 1982 | 1990 | 1999 | 2006 | 2011 | 2016 |
| ------------------------- | ---- | ---- | ---- | ---- | ---- | ---- | ---- | ---- |
| 413                       | 423  | 406  | 411  | 374  | 350  | 334  | 380  | 403  |
| Quelle: Cassini und INSEE |      |      |      |      |      |      |      |      |

## Sehenswürdigkeiten
- Kirche Saint-Pierre aus dem 17. Jahrhundert

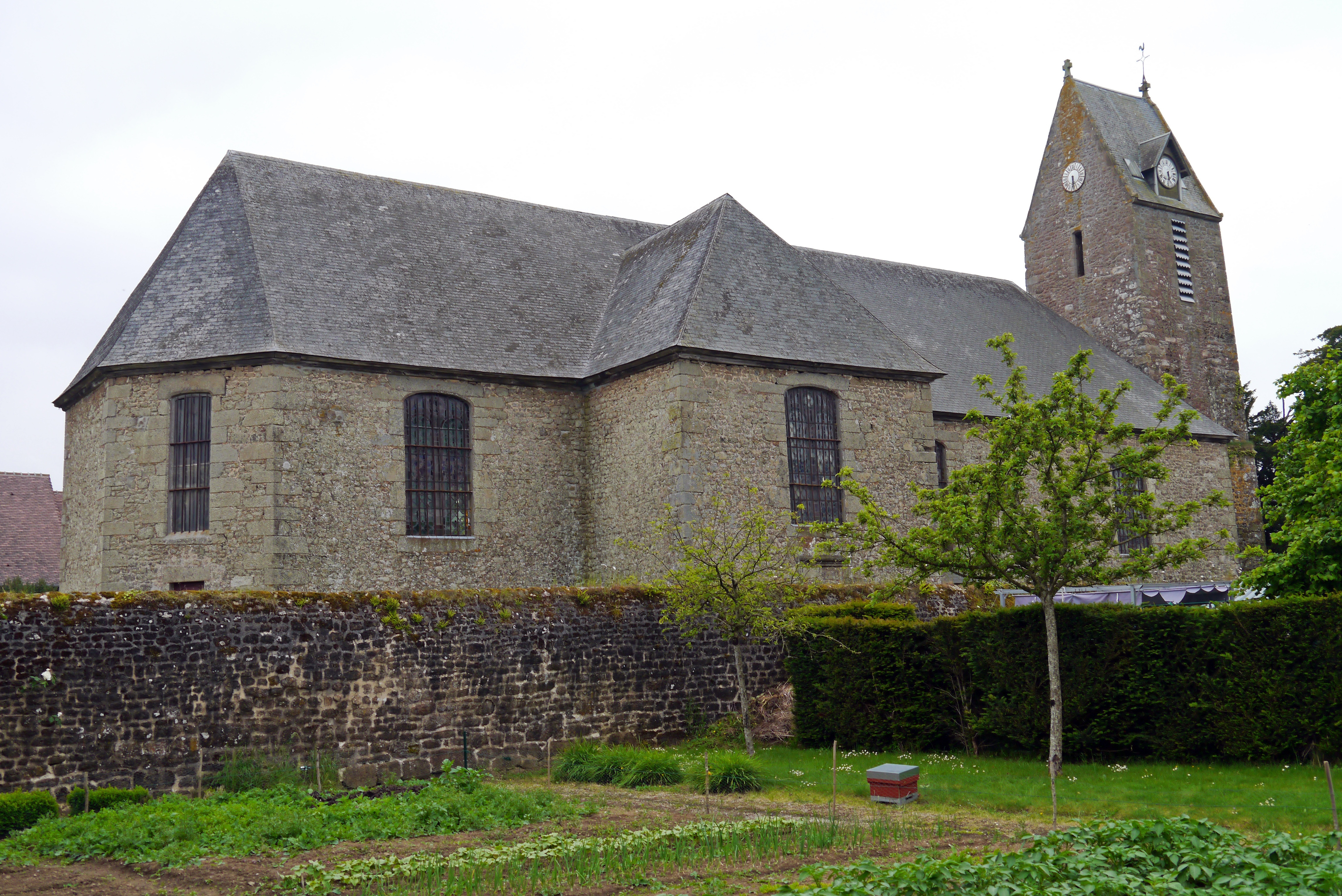
Kirche Saint-Pierre

- Schloss
- Museum

## Persönlichkeiten
- Sébastien de Brossard (1655–1730), Musiker und Komponist